# Oxytropis lupinoides
Oxytropis lupinoides är en ärtväxtart som beskrevs av Aleksandr Alfonsovitj Grossgejm. Oxytropis lupinoides ingår i släktet klovedlar, och familjen ärtväxter. Inga underarter finns listade i Catalogue of Life.